# Abdelmalek Merabet
Abdelmalek Merabet (in arabo عبد المالك مرابط‎?; 7 dicembre 2000) è un lottatore algerino.
Ha partecipato ai Giochi di Tokyo 2020, gareggiando nella categoria dei 67 kg.
Nel 2019, ha vinto 1 bronzo ai Giochi panafricani.